# Макрокінетика
Макрокіне́тика (макроскопічна кінетика) — розділ хімічної кінетики, що вивчає вплив процесу переносу речовини і тепла на швидкість хімічних реакцій. Цей термін запропонував радянський вчений Д. А. Франк-Каменецький. У деяких випадках процеси переносу стають визначальними в хімічному процесі. Прикладом може бути горіння і вибух.
Макрокінетика включає в себе теорію дифузійно-контрольованих реакцій (дифузійна кінетика), теорію хімічних реакторів, теорію горіння і вибуху, кінетику гетерогенно-каталітичних реакцій на пористих каталізаторах і ін.
Прикладне значення макрокінетики пов'язане з дослідженнями хімічних процесів в атмосфері, у водоймах і біологічних об'єктах, а також з розвитком хімічної технології.